# Смертная казнь в Библии
Смертная казнь в Библии служит наказанием за ряд преступлений.

## Ветхий Завет
В Ветхом Завете смертная казнь назначается за ряд преступлений. Согласно одному из подсчётов, смертной казнью должны были караться тридцать шесть преступлений (восемнадцать наказывались побиением камнями, десять сожжением, два обезглавливанием, и шесть удавлением). Мендельсон разбивает эти преступления на тринадцать классов:
1. Прелюбодеяние (2 преступления);
2. Скотоложество (2);
3. Богохульство (1);
4. Идолопоклонство (7);
5. Инцест (12);
6. Похищение людей (1);
7. Коррупция (1);
8. Убийство (1);
9. Мужеложство (1);
10. Изнасилование (1);
11. Неуважение к родителям (3);
12. Несоблюдение субботы (1);
13. Колдовство (3).

## Виды казни
Согласно Еврейской энциклопедии, Библия упоминает только три способа смертной казни — побиение камнями, сожжение и повешение. Мендельсон указывает четыре, добавляя отсечение головы.
Кроме того, во время правления Римской империи в Библии упоминаются и древнеримские виды казни: растерзание зверями и распятие (Иисуса Христа и двух разбойников). Кроме того, упомянуто и обезглавливание (казнь Иоанна Крестителя (Мф. 14:9,10).

## В Новом Завете
Христианское понимание позиции Библии по отношению к смертной казни изменялось со временем; в настоящее время буквальная интерпретация Библии в этом аспекте многими исследователями считается ошибочной.
«Отвергшийся закона Моисеева при двух или трёх свидетелях наказывается смертью» Евреям. 10.28
Послание к Римлянам с его проповедью покорства властям (глава 13) традиционно использовалось для обоснования смертной казни:
[начальник] есть Божий слуга, тебе на добро. Если же делаешь зло, бойся, ибо он не напрасно носит меч: он Божий слуга, отмститель в наказание делающему злое
Упоминание меча интерпретировалось по-разному:
- как требование Библии казнить всех преступников;
- как символ права государства на насилие, но не предложение конкретной формы наказания;
- как символ законной власти (по Вольтеру, таким символом является меч в ножнах).